# Cheiroglossa
Cheiroglossa is een geslacht van drie soorten varens uit de addertongfamilie (Ophioglossaceae).
Het zijn wijd verspreide maar zeldzame varens uit tropische delen van Noord-, Midden- en Zuid-Amerika, Afrika, Zuidoost-Azië en op Réunion die, anders dan de meeste Ophioglossales, een epifytische levenswijze aanhouden.

## Naamgeving en etymologie
- Synoniemen: Ophioglossum subgen. Cheiroglossa (C. Presl) Clausen (1938), Ophioglossum sect. Cheiroglossum (C. Presl) T. Moore (1857)

De botanische naam Cheiroglossa is afkomstig uit het Oudgriekse χείρ, cheir (hand) en γλῶσσα, glōssa (tong), naar de handvormig gelobde vegetatieve bladen.

## Kenmerken
Cheiroglossa-soorten zijn epifytische planten. De wortels zijn dichotoom vertakt, dun en glad, bleekgeel tot bruin. Elke plant bestaat uit twee componenten, een gesteelde, onvruchtbare, bladvormige trofofoor en meerdere (tot tien) vruchtbare sporoforen, die ingeplant zijn op de bladsteel of aan de basis van het steriele blad.
De trofoforen zijn tot 45 cm lang, gesteeld, breed wigvormig, handdelig ingesneden, met netvormige nerven en een ronde tot spitse top. De bladsteel is langer dan het blad, dun en afhangend.
De sporoforen zijn kort gesteelde, ongedeelde, compact lancet- tot lijnvormige sporenaren, de sporenhoopjes in twee rijen gescheiden door een diepe gleuf.

## Taxonomie
Cheiroglossa wordt door sommige auteurs als een ondergeslacht van het grotere geslacht Ophioglossum beschouwd, ondanks de opvallende morfologische verschillen en de afwijkende, epifytische levenswijze.
Onderzoek uit 2003 naar de nucleotidensequentie van het rbcL- en het trnL-F-gen heeft uitgewezen dat Cheiroglossa en het zustergeslacht Ophioderma als één zou moeten beschouwd worden, in welk geval de laatste naam voorrang zou krijgen. Nog recenter is echter gebleken dat er toch voldoende verschillen zijn om beide geslachten apart te houden.
Het geslacht telt drie soorten. De typesoort is Cheiroglossa palmata.

### Soorten
- Cheiroglossa louisii (Taton) Pic.Ser. (1954)
- Cheiroglossa malgassica (C. Chr.) Pic.Ser. (1968)
- Cheiroglossa palmata (L.) C.Presl (1845)

Botrychium (Maanvaren) · Botrypus · Cheiroglossa · Helminthostachys · Japanobotrychium · Mankyua · Ophioderma · Ophioglossum (Addertong) · Sceptridium